# نيشان الاستحقاق الليتواني
نيشان الاستحقاق الليتواني هو نيشان يمنحه رئيس دولة ليتوانيا لمواطني ليتوانيا أو المواطنين الأجانب من خارج ليتوانيا لخدماتهم المميزة التي تعزز من مكانة ليتوانيا، وتدعم العلاقات الدولية الليتوانية مع البلدان الأخرى، ولإسهاماتهم المتميزة في المجالات الاجتماعية والثقافية والعلمية والتجارية والرياضية والعسكرية وغيرها.
يُمنح نيشان الاستحقاق الليتواني في خمس درجات، وهي:
- نيشان الاستحقاق الليتواني للصليب الكبير.
- نيشان الاستحقاق الليتواني للقائد الكبير
- نيشان الاستحقاق الليتواني للقائد
- نيشان الاستحقاق الليتواني للضابط
- نيشان الاستحقاق الليتواني للفارس

تتألف شارة النيشان لجميع الدرجات من صليب خماسي الأضلاع مصنوع من الذهب ومغطى بالمينا البيضاء متفاوتة الحجم حسب درجة النيشان، وتحيط الفضة المؤكسدة بمركز الصليب وتمثّل الأشعة الموجودة بين الحواف. ويصور ظهر الصليب شعارات النبالة للمدن الليتوانية فيلنيوس، وكاوناس، وكلايبيدا، وشياولياي، وبانيفيس مع نقش في الوسط لكلمة ليتوانيا وللعام 2002. أما شريط النيشان فهو مصنوع من نسيج ملون بتموجات اللون الأحمر، مع خطوط صفراء وخضراء عند الحواف. يتدلّى الصليب من قطعة ذهبية منقوشة تمثّل شعاراً للمجال الذي مُنح فيه النيشان، وتكون هذه الشعارات على النحو التالي:
- أعمدة غيديميناس: في نيشان الاستحقاق الليتواني الذي يُمنح للخدمة المدنية والعلاقات الدولية.
- ثلاث أوراق بلوط: في نيشان الاستحقاق الليتواني الذي يُمنح في مجال المساعدات الإنسانية.
- كتاب مفتوح: في نيشان الاستحقاق الليتواني الذي يُمنح في الثقافة والتعليم.
- أجنحة عطارد: في نيشان الاستحقاق الليتواني الذي يُمنح للأعمال والصناعة
- عصا أسكليبيوس: في نيشان الاستحقاق الليتواني الذي يُمنح للرعاية الصحية والرعاية الاجتماعية.
- السيوف المتقاطعة: في نيشان الاستحقاق الليتواني الذي يُمنح في الشؤون العسكرية.
- الشعلة: في نيشان الاستحقاق الليتواني الذي يُمنح في الرياضة.

منحت الرئيسة الليتوانية داليا جريبوسكايتو السباحة الليتوانية راتا ميلوتيتو الحائزة على الميدالية الذهبية في السباحة في بطولة الأولمبياد رتبة الصليب الكبير في 10 أغسطس 2012 لإنجازاتها في مجال الرياضة.
ويوضح الجدول التالي شكل شريط نيشان الاستحقاق الليتواني لكل درجة من الدرجات الخمس بالإضافة إلى الميدالية الشرفية.
| أشرطة نيشان الاستحقاق الليتواني | أشرطة نيشان الاستحقاق الليتواني | أشرطة نيشان الاستحقاق الليتواني | أشرطة نيشان الاستحقاق الليتواني | أشرطة نيشان الاستحقاق الليتواني | أشرطة نيشان الاستحقاق الليتواني |
| ------------------------------- | ------------------------------- | ------------------------------- | ------------------------------- | ------------------------------- | ------------------------------- |
| الصليب الكبير                   | القائد الكبير                   | القائد                          | الضابط                          | الفارس                          | الميدالية الشرفية               |